# Звездчатка злаковая
Звездча́тка зла́ковая, или Звездчатка злакови́дная, или Звездчатка злаколистная, или Звездчатка злачная, или пьяная трава (лат. Stellāria gramīnea) — вид растений рода Звездчатка (Stellaria) семейства Гвоздичные (Caryophyllaceae).

## Ботаническое описание
Многолетнее травянистое растение.

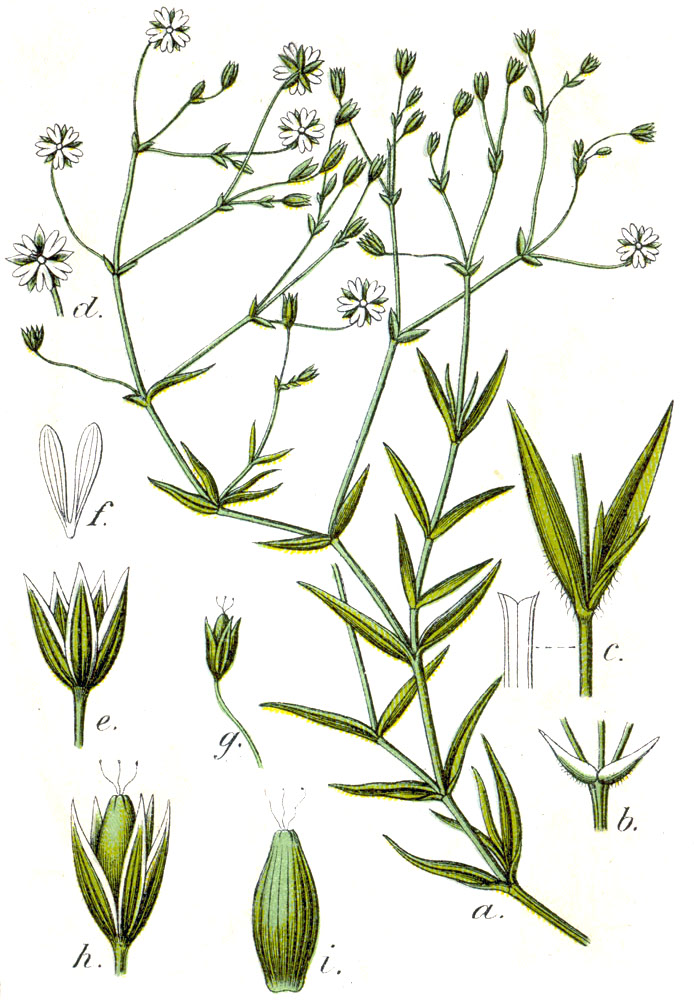
Звездчатка злаковая

Стебель четырёхгранный, голый, стелющийся, ветвистый, высотой от 10 до 45 см. Листья линейно-ланцетные или ланцетные, сидячие, по краю реснитчатые, длиной до 4 см, шириной около 4 мм, расположены супротивно. Листья и стебель могут иметь сизый оттенок.
Цветки белые, мелкие, в виде звёздочек, с двураздельными лепестками на длинных цветоножках. Цветёт с мая по сентябрь.
Плод — продолговатая коробочка. Плодоносит с июня по октябрь.

## Распространение и экология
Распространена в Европе, европейской части России, Предкавказье, Сибири. Обычное растение средней полосы России.
Растёт на лугах, пустырях, в разнотравных степях, в светлых лесах, на полянах, опушках, вырубках, по берегам водоёмов, обочинам дорог, окраинам полей, залежам.

## Другие названия
Звездчатка травяная, Звездчатка злачная, Конский вех (по аналогии с названием растения Вех ядовитый, известный также как цикута), Мыльная трава, Пьяная трава (собирательное народное название разных растений, содержащих нейротоксины).

## Значение и применение

### Ядовитые свойства
Растение в сыром и сухом виде ядовито для лошадей. Достаточно 400 грамм сухой травы для отравления лошади. Через 4 часа появляются симптомы: неправильная походка, пропадает аппетит, наступает угнетённое состояние, опухание век, слюнотечение, повышенная температура, затруднённое дыхание, выделение мочи; моча приобретает бурый цвет. Наступает паралич задних ног. Лошадь может не двигаться в течение 1—3 суток, но потом поправляется. При вторичном поедании лошадь болеет слабее и постепенно может привыкать к этому корму.
Ядовитое вещество находится в семенах. В стогах после перезимовки семена опадают, сено становится безвредным и кормление им не вызывает никаких вредных последствий.

### Прочее
Крупным рогатым скотом не поедается или поедается плохо, при поедании симптомов отравления не наблюдается.
В народной медицине применялся в виде припарок от нарывов, от «ломоты в костях», рези в животе.

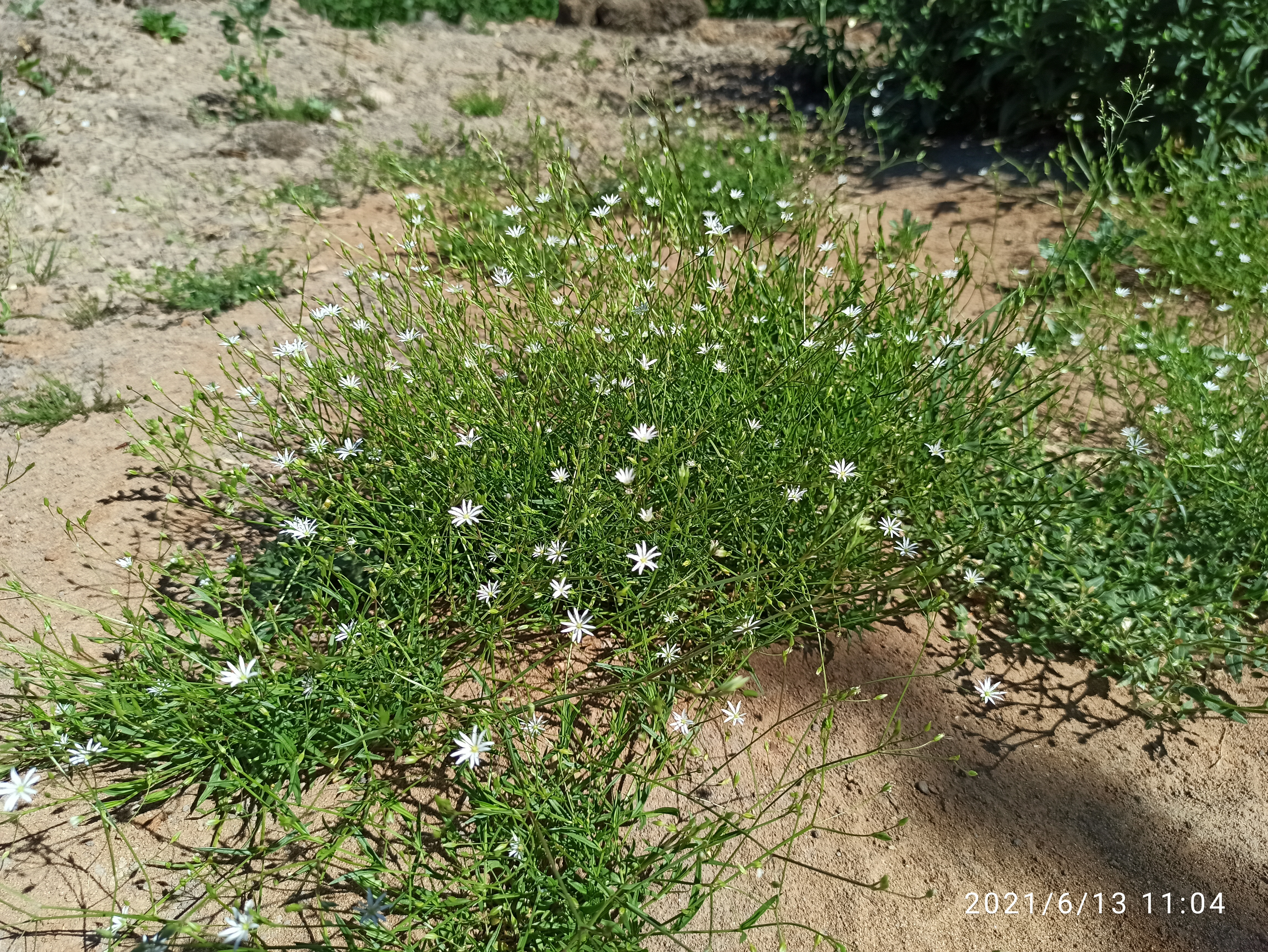
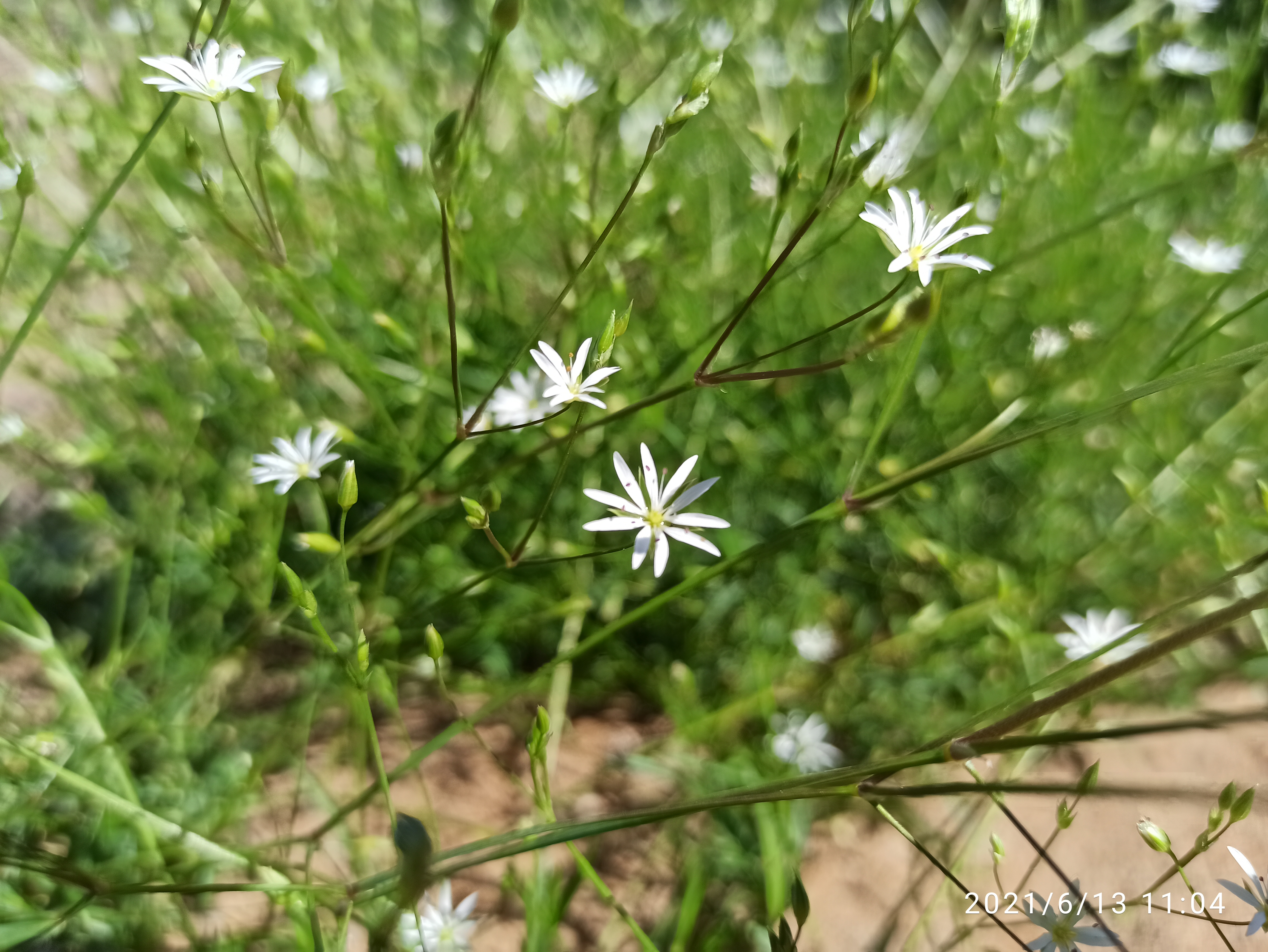
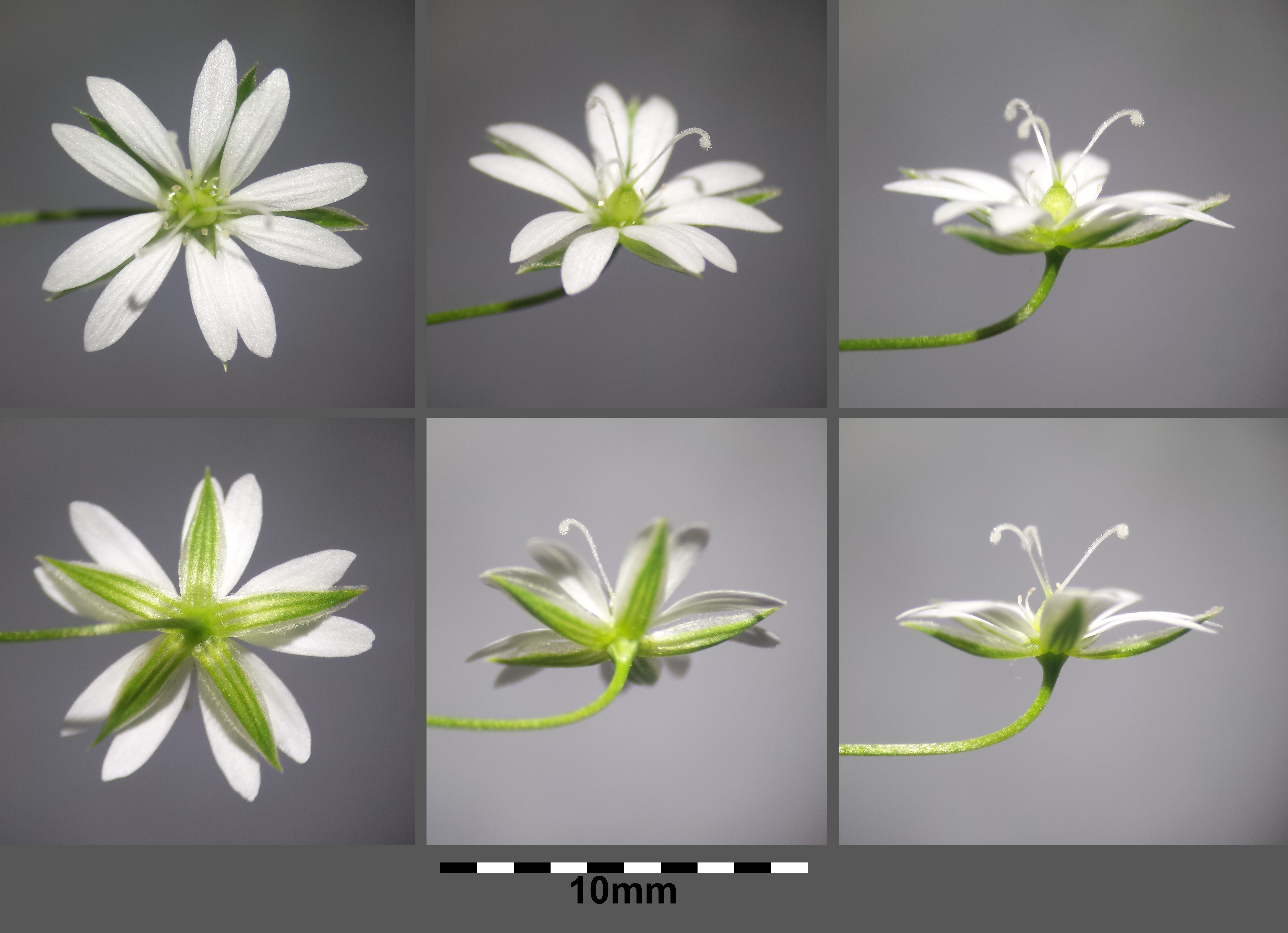

## Классификация

### Таксономия
Stellaria graminea L., 1753, Sp. Pl.
Вид Звездчатка злаковая относится к роду Звездчатка (Stellaria) семейства Гвоздичные (Caryophyllaceae) порядка Гвоздичноцветные (Caryophyllales). Кладограмма в соответствии с Системой APG IV по состоянию на декабрь 2023 года:
|  |                                      |  |                                   |                                   |                      |  | ещё 40 семейств | ещё 40 семейств |                     |  |                        |  | еще 121 подтвержденный вид и 262 вида, ожидающих подтверждения | еще 121 подтвержденный вид и 262 вида, ожидающих подтверждения |  |
|  |                                      |  |                                   |                                   |                      |  | ещё 40 семейств | ещё 40 семейств |                     |  |                        |  | еще 121 подтвержденный вид и 262 вида, ожидающих подтверждения | еще 121 подтвержденный вид и 262 вида, ожидающих подтверждения |  |
|  |                                      |  |                                   | порядок Гвоздичноцветные          |                      |  |                 |                 | род Звездчатка      |  |                        |  |                                                                |                                                                |  |
|  |                                      |  |                                   | порядок Гвоздичноцветные          |                      |  |                 |                 | род Звездчатка      |  | 1 внутривидовой таксон |  |                                                                |                                                                |  |
|  | отдел Цветковые, или Покрытосеменные |  |                                   |                                   | семейство Гвоздичные |  |                 |                 | Звездчатка злаковая |  |                        |  |                                                                |                                                                |  |
|  | отдел Цветковые, или Покрытосеменные |  |                                   |                                   |                      |  |                 |                 |                     |  |                        |  |                                                                |                                                                |  |
|  |                                      |  | ещё 63 порядка цветковых растений | ещё 63 порядка цветковых растений |                      |  |                 | еще 97 родов    | еще 97 родов        |  |                        |  |                                                                |                                                                |  |
|  |                                      |  |                                   | ещё 63 порядка цветковых растений |                      |  |                 |                 | еще 97 родов        |  |                        |  |                                                                |                                                                |  |

### Синонимы
- Alsine graminea (L.) Britton
- Cerastium gramineum Crantz
- Stellaria graminea var. graminea
- Stellaria gramineoides Y.Hazit
- Stellaria patentifolia Kitag.
- Stellularia graminea (L.) Kuntze